# Marc Demeyer
Marc Demeyer (Avelgem, 19 april 1950 – Merelbeke, 20 januari 1982) was een Belgisch wielrenner. Hij stond bekend als hardrijder.

## Loopbaan
In 1972 werd Demeyer beroepswielrenner in de Flandriaploeg van Briek Schotte. Op de dag dat hij zijn contract tekende, won hij meteen Dwars door België en kort daarna de GP van Isbergues. Hij was een belangrijke knecht van Freddy Maertens, trok sprints aan en reed veel gaten dicht. Af en toe kon hij ook voor eigen kans rijden. Zo won Demeyer in 1974 Parijs-Brussel en in 1976 Parijs-Roubaix. Ook etappes in de Ronde van Frankrijk staan op zijn palmares. 
Demeyer overleed in januari 1982 op 31-jarige leeftijd aan een hartaandoening.

## Belangrijkste overwinningen

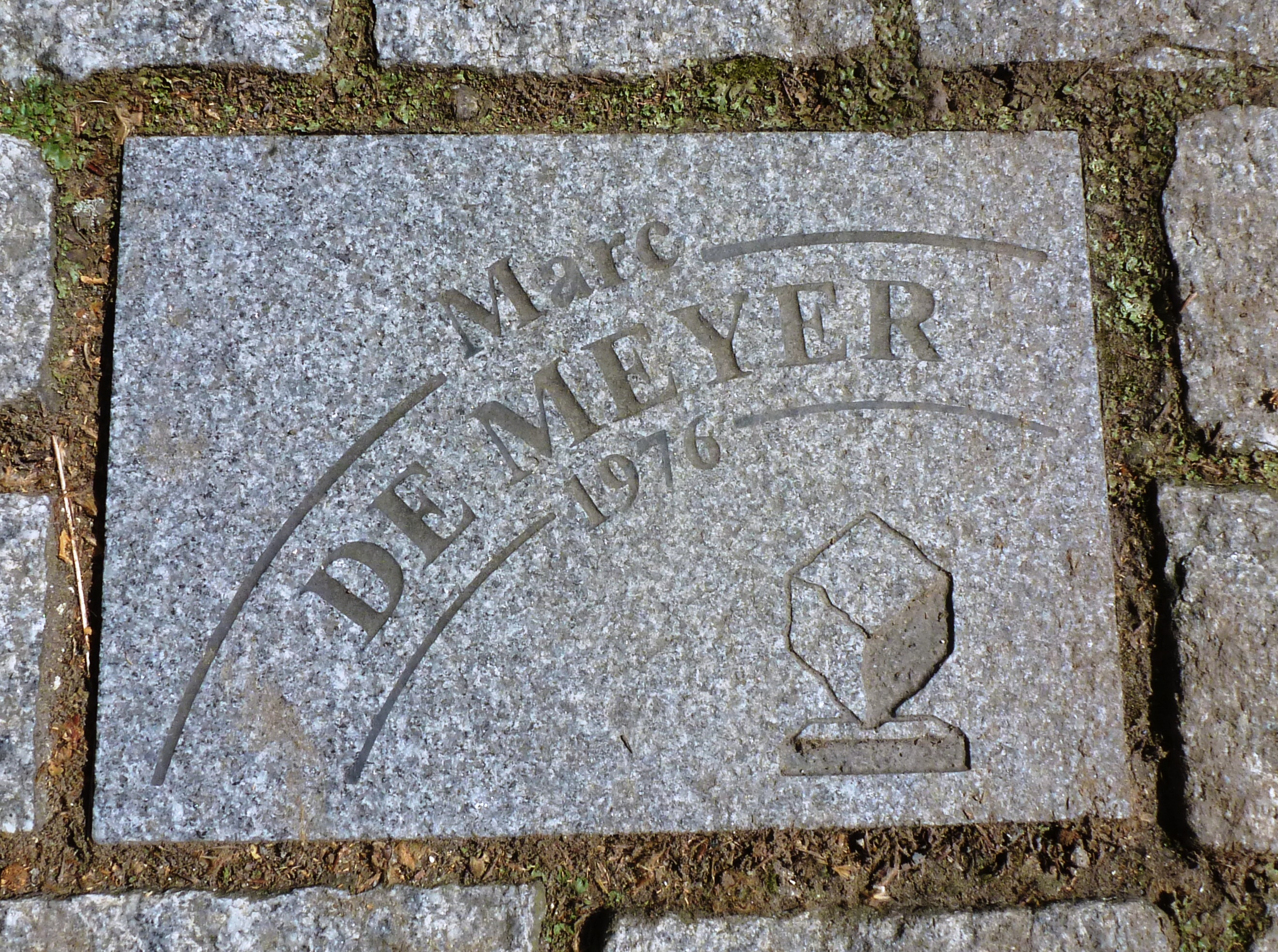
Pavé Marc Demeyer, naar aanleiding van zijn overwinning in Parijs-Roubaxix (1976)

1972
- Dwars door België
- GP van Isbergues

1973
- GP Denain

1974
- GP Pino Cerami
- Grote Scheldeprijs
- Parijs-Brussel

1975
- Nokere Koerse

1976
- Parijs-Roubaix

1977
- Grote Scheldeprijs

1978
- 20e etappe Tour de France

1979
- 14e etappe Tour de France
- 2e etappe Ronde van België

## Resultaten in voornaamste wedstrijden
| Jaar | Ronde van Italië | Ronde van Frankrijk | Ronde van Spanje |
| ---- | ---------------- | ------------------- | ---------------- |
| 1972 |                  |                     |                  |
| 1973 |                  | 72e                 |                  |
| 1974 |                  | 41e                 |                  |
| 1975 |                  | 42e                 |                  |
| 1976 |                  | 56e                 |                  |
| 1977 | 78e (2)          |                     | 33e              |
| 1978 |                  | 49e (1)             |                  |
| 1979 |                  | 57e (1)             |                  |
| 1980 |                  |                     |                  |
| 1981 |                  |                     |                  |

| Jaar | Milaan-San Remo | Gent-Wevelgem | Ronde van Vlaanderen | Parijs-Roubaix | Amstel Gold Race | Luik-Bast.‑Luik | Parijs-Brussel | Omloop Het Volk | E3 Harelbeke |  | WK op de weg |  | Wereldranglijsten |
| ---- | --------------- | ------------- | -------------------- | -------------- | ---------------- | --------------- | -------------- | --------------- | ------------ |  | ------------ |  | ----------------- |
| 1972 |                 |               |                      |                | 28e              |                 |                | 54e             |              |  |              |  |                   |
| 1973 |                 | 34e           | 20e                  |                |                  |                 | 55e            |                 |              |  |              |  |                   |
| 1974 | 14e             |               | 5e                   | ↑              |                  |                 | Goud           |                 | 9e           |  |              |  |                   |
| 1975 | 21e             | 5e            | ↑                    | 4e             |                  |                 | 13e            | 9e              | 9e           |  |              |  | 18e (SPP)         |
| 1976 | 17e             | 34e           | ↑                    | ↑              |                  |                 |                |                 |              |  | 50e          |  | 12e (SPP)         |
| 1977 | 77e             |               | 9e                   | 14e            |                  |                 | Zilver         | 25e             |              |  | opgave       |  | 29e (SPP)         |
| 1978 | 131e            | 11e           |                      | 10e            |                  | 36e             | 20e            | 9e              | 6e           |  | opgave       |  |                   |
| 1979 | 16e             | 4e            | ↑                    | 8e             |                  |                 |                | 9e              |              |  |              |  | 13e (SPP)         |
| 1980 |                 |               | 5e                   | 5e             |                  |                 | Zilver         | 9e              |              |  |              |  |                   |
| 1981 |                 |               |                      | 5e             |                  |                 |                |                 | 10e          |  |              |  |                   |